# Fujifilm-X-Serie
Die X-Serie ist eine Reihe von digitalen Kameragehäusen eines digitalen Kamerasystems von Fujifilm, die anspruchsvolle Amateure und professionelle Fotografen als Zielgruppe hat. Der Name leitet sich von den Modellbezeichnungen der Kameragehäuse ab, die alle mit einem X beginnen. Für die X-Serie werden einheitlich Sensoren im APS-C Format mit Fujifilms X-Trans Farbfilter (Ausnahme: X-A Reihe mit Bayer-Sensor) verwendet. Das Bedienkonzept lehnt sich an analoge Kameras an, so besitzen die meisten Objektive einen eigenen Blendenring.

## Kameras mit Wechselobjektiven
Für die X-Serie hat Fujifilm das X-Bajonett und dazu passende Objektive eingeführt. Seit einigen Jahren werden von Carl Zeiss und jüngst auch von Viltrox passende Objektive mit Autofokus hergestellt; Tokina hat drei Autofokus-Objektive für Herbst 2020 angekündigt. Eine steigende Anzahl an Herstellern fertigt für das Fujifilm-X-Bajonett Objektive mit rein manueller Steuerung ohne elektronische Kommunikation zwischen Objektiv und Kameragehäuse (siehe Fujifilm-X-Bajonett). Alle Kameras der X-Serie haben einen Sensor der Größe 23,6 × 15,6 mm, was APS-C entspricht. Der Formatfaktor (engl. crop factor) bezogen auf das Vollformat (Kleinbildformat) beträgt damit 1,53 In den meisten Kameras kommt ein Fujifilm-X-Trans-Sensor zum Einsatz, nur die X-A1, X-A2, X-A3, X-A5, X-A10, X-A20 und die X-T100 verwenden einen normalen Bayer-Sensor. Die Kameras verfügten in den ersten Jahren über einen Sensor mit 16 Megapixel (Mpx) Auflösung, ab 2016 wird für die gehobenen Kameramodelle ein Sensor mit 24 Megapixel (Mpx) verwendet. Im September 2018 erschien das erste Modell (Fujifilm X-T3) mit der vierten Generation des X-Trans-Sensors mit 26,1 Megapixel (Mpx).
| Kamera | Bild |
| --- | ---- |
| Fujifilm X-Pro1 (2012): - Hybrid-Sucher (optischer Sucher / elektronischer Sucher umschaltbar)                                   |      |
| Fujifilm X-E1 (2012): - Elektronischer Sucher                                                                                    |      |
| Fujifilm X-M1 (2013): - Einsteigermodell ohne Sucher                                                                             |      |
| Fujifilm X-A1 (2013): - Günstigere Variante der X-M1 mit normalem Bayer-Sensor                                                   |      |
| Fujifilm X-E2 (2013): - Nachfolger der X-E1                                                                                      |      |
| Fujifilm X-T1 (2014): - Elektronischer Sucher, Design im Stil einer Spiegelreflexkamera                                          |      |
| Fujifilm X-A2 (2015): - Nachfolger der X-A1 mit Klappdisplay für Selfies                                                         |      |
| Fujifilm X-T10 (2015): - Einfacheres Modell zur X-T1                                                                             |      |
| Fujifilm X-Pro2 (2016): - Nachfolger der X-Pro1 mit 24 Mpx und neuem Autofokus.                                                  |      |
| Fujifilm X-E2s (2016): - Verbessertes Modell der X-E2                                                                            |      |
| Fujifilm X-T2 (2016): - Nachfolger der X-T1 mit 24,3 Mpx-X-Trans-III-Sensor, neuem Autofokus und 4K-Video.                       |      |
| Fujifilm X-A3 (2016): - Nachfolger der X-A2 mit 24 Mpx                                                                           |      |
| Fujifilm X-A10 (2016): - Neues Einsteigermodell mit 16 Mpx mit Klappdisplay für Selfies                                          |      |
| Fujifilm X-T20 (2017): - Nachfolger der X-T10 mit 24,3 Mpx-X-Trans-III-Sensor, neuem Autofokus, Touchscreen und 4K-Video.        |      |
| Fujifilm X-E3 (2017): - Nachfolger der X-E2s mit 24 Mpx, neuem Autofokus, Touchscreen und 4K-Video.                              |      |
| Fujifilm X-H1 (2018): - Erstes Modell der neuen X-H-Serie, 24,3 Mpx-X-Trans-III-Sensor und IBIS.                                 |      |
| Fujifilm X-T3 (2018): - Nachfolger der X-T2 mit 26,1 Mpx-X-Trans-4-Sensor, schnellerem Bildprozessor und verbessertem Autofokus. |      |
| Fujifilm X-A5 (2018): - 24,2 Mpx, Touchscreen um 180° klappbar, 4K-Video                                                         |      |
| Fujifilm X-T100 (2018): - neues Einsteigermodell mit 24,2 Mpx, schwenkbarem Display, elektronischem Sucher und 4K-Video          |      |
| Fujifilm X-Pro3 (2019): - Nachfolger der X-Pro2 mit 26,1 Mpx-X-Trans-4-Sensor                                                    |      |
| Fujifilm X-T30 (2019): - Nachfolger der X-T20 mit 26,1 Mpx-X-Trans-4-Sensor                                                      |      |
| Fujifilm X-T200 (2020): - Nachfolger der X-T100 mit 24,2 Mpx                                                                     |      |
| Fujifilm X-T4 (2020): - Nachfolger der X-T3 mit 26,1 Mpx-X-Trans-4-Sensor und IBIS                                               |      |
| Fujifilm X-S10 (2020): - Modell mit 26,1 Mpx-X-Trans-4-Sensor und IBIS                                                           |      |
| Fujifilm X-E4 (2021): - Modell mit 26,1 Mpx-X-Trans-4-Sensor                                                                     |      |
| Fujifilm X-H2S (2022): - Modell mit 26,1 Mpx X-Trans CMOS 5 HS Sensor und IBIS                                                   |      |
| Fujifilm X-H2 (2022): - Modell mit 40 Mpx X-Trans CMOS 5 HR Sensor und IBIS                                                      |      |
| Fujifilm X-T5 (2022): - Modell mit 40 Mpx X-Trans CMOS 5 HR Sensor und IBIS                                                      |      |
| Fujifilm X-S20 (2023): - Modell mit 26,1 Mpx X-Trans CMOS 4 Sensor und IBIS                                                      |      |
| Fujifilm X-T50 (2024): - Modell mit 40 Mpx X-Trans CMOS 5 HR Sensor und IBIS                                                     |      |
| Fujifilm X-M5 (2024) Modell mit 26 Mpx X-Trans CMOS 4 Sensor                                                                     |      |

## Kameras mit fest verbautem Objektiv
| Kamera | Bild |
| --- | ---- |
| Fujifilm X100 (2010): - 12 Mpx APS-C Sensor, 2,0 / 23 mm Objektiv (35 mm Kleinbildäquivalent) und Hybrid-Sucher (siehe X-Pro1)                                    |      |
| Fujifilm Finepix X10 (2011): - Kompaktkamera mit 12 Mpx 2/3" Sensor, 2,0-2,8 / 7,1-28,4 mm Objektiv (28-112 mm Kleinbildäquivalent) und optischem Sucher          |      |
| Fujifilm X-S1 (2011): - Bridgekamera mit 12 Mpx 2/3" Sensor, manuellem Superzoom 2,8-5,6 / 6,1-158,6 mm (24-624 mm Kleinbildäquivalent) und elektronischem Sucher |      |
| Fujifilm XF-1 (2012): - 12 Mpx 2/3" Sensor Kompaktkamera, manuell versenkbares 1,8-4,9 / 6,4-25,6 mm Objektiv (25–100 mm Kleinbildäquivalent)                     |      |
| Fujifilm X20 (2013): - Nachfolger der X10 mit Dateneinblendung im optischen Sucher                                                                                |      |
| Fujifilm X100S (2013): - Nachfolger der X100 mit 16,3 Mpx APS-C Sensor                                                                                            |      |
| Fujifilm XQ1 (2013): - 12 Mpx 2/3" Sensor Kompaktkamera, 1,8-4,9 / 6,4-25,6 mm Objektiv (25–100 mm Kleinbildäquivalent)                                           |      |
| Fujifilm X30 (2014): - Nachfolger der X20 mit elektronischem Sucher                                                                                               |      |
| Fujifilm X100T (2014): - Nachfolger der X100S mit verfeinertem Hybrid-Sucher                                                                                      |      |
| Fujifilm XQ2 (2015): - Nachfolger der XQ1 |      |
| Fujifilm X70 (2016): - Kompaktkamera mit 16 Mpx APS-C Sensor, 2,8 / 18,5 mm Objektiv (28 mm Kleinbildäquivalent) und klappbarem LCD-Touchscreen                   |      |
| Fujifilm X100F (2017): - Nachfolger der X100T mit 24 Mpx APS-C Sensor und neuem Autofokus                                                                         |      |
| Fujifilm XF10 (2018): - Nachfolger der X70 mit 24 Mpx APS-C Sensor, 2,8 / 18,5 mm Objektiv und festem LCD-Touchscreen                                             |      |
| Fujifilm X100V (2020): - Nachfolger der X100F mit 26 Mpx APS-C Sensor, 2,0 / 23 mm Objektiv und klappbarem LCD-Touchscreen                                        |      |
| Fujifilm X100VI (2024): - Nachfolger der X100V mit 40,2 Mpx APS-C Sensor, 2,0 / 23 mm Objektiv, klappbarem LCD-Touchscreen und IBIS                               |      |

## Zeitleiste der Fujifilm-X-Serie
Mögliche Überschneidungen durch zeitweilig parallel angebotene Modelle sind in der schematischen Darstellung nicht dargestellt.
| Objektiv                                                        | 2010 | 2011 | 2012   | 2013   | 2014   | 2015   | 2016   | 2017   | 2018   | 2019   | 2020   | 2021     | 2022     | 2023     | 2024   | 2025   |
| --------------------------------------------------------------- | ---- | ---- | ------ | ------ | ------ | ------ | ------ | ------ | ------ | ------ | ------ | -------- | -------- | -------- | ------ | ------ |
| Wechselobjektive (Fujifilm-X-Bajonett)                          |      |      | X-Pro1 | X-Pro1 | X-Pro1 | X-Pro1 | X-Pro2 | X-Pro2 | X-Pro2 | X-Pro3 | X-Pro3 | X-Pro3   | X-Pro3   | X-Pro3   |        |        |
| Wechselobjektive (Fujifilm-X-Bajonett)                          |      |      |        |        | X-T1   | X-T1   | X-T2   | X-T2   | X-T3   | X-T3   | X-T4   | X-T4     | X-T5     | X-T5     | X-T5   | X-T5   |
| Wechselobjektive (Fujifilm-X-Bajonett)                          |      |      |        |        |        | X-T10  | X-T10  | X-T20  | X-T20  | X-T30  | X-T30  | X-T30 II | X-T30 II | X-T30 II | X-T50  | X-T50  |
| Wechselobjektive (Fujifilm-X-Bajonett)                          |      |      |        |        |        |        |        |        | X-T100 | X-T100 | X-T200 | X-T200   |          |          |        |        |
| Wechselobjektive (Fujifilm-X-Bajonett)                          |      |      | X-E1   | X-E2   | X-E2   | X-E2   | X-E2s  | X-E3   | X-E3   | X-E3   | X-E3   | X-E4     | X-E4     | X-E4     |        |        |
| Wechselobjektive (Fujifilm-X-Bajonett)                          |      |      |        | X-M1   | X-M1   | X-M1   |        |        |        |        |        |          |          |          | X-M5   | X-M5   |
| Wechselobjektive (Fujifilm-X-Bajonett)                          |      |      |        | X-A1   | X-A1   | X-A2   | X-A3   | X-A3   | X-A3   | X-A3   |        |          |          |          |        |        |
| Wechselobjektive (Fujifilm-X-Bajonett)                          |      |      |        |        |        |        |        | X-A5   |        |        |        |          |          |          |        |        |
| Wechselobjektive (Fujifilm-X-Bajonett)                          |      |      |        |        |        |        |        |        | X-A7   |        |        |          |          |          |        |        |
| Wechselobjektive (Fujifilm-X-Bajonett)                          |      |      |        |        |        | X-A10  |        |        |        |        |        |          |          |          |        |        |
| Wechselobjektive (Fujifilm-X-Bajonett)                          |      |      |        |        |        |        |        |        | X-H1   | X-H1   |        |          | X-H2     | X-H2     | X-H2   | X-H2   |
| Wechselobjektive (Fujifilm-X-Bajonett)                          |      |      |        |        |        |        |        |        |        |        |        | X-H2s    |          |          |        |        |
| Wechselobjektive (Fujifilm-X-Bajonett)                          |      |      |        |        |        |        |        |        |        | X-S10  | X-S10  | X-S10    | X-S10    | X-S20    | X-S20  | X-S20  |
| Eingebaute Festbrennweite                                       | X100 | X100 | X100   | X100S  | X100T  | X100T  | X100T  | X100F  | X100F  | X100F  | X100V  | X100V    | X100V    | X100V    | X100VI | X100VI |
| Eingebaute Festbrennweite                                       |      |      |        |        |        |        | X70    | X70    | XF10   | XF10   |        |          |          |          |        |        |
| Eingebautes Zoomobjektiv                                        |      | X10  | X10    | X20    | X30    | X30    | X30    |        |        |        |        |          |          |          |        |        |
| Eingebautes Zoomobjektiv                                        | X-S1 |      |        |        |        |        |        |        |        |        |        |          |          |          |        |        |
| Eingebautes Zoomobjektiv                                        |      | XF-1 |        |        |        |        |        |        |        |        |        |          |          |          |        |        |
| Eingebautes Zoomobjektiv                                        |      |      |        | XQ1    | XQ1    | XQ2    | XQ2    |        |        |        |        |          |          |          |        |        |
| 23,6 mm × 15,6 mm (APS-C) Sensor 8,8 × 6,6 mm (2/3 Zoll) Sensor |      |      |        |        |        |        |        |        |        |        |        |          |          |          |        |        |

## X-Trans-Sensoren
Übersicht der Kamera Modelle zu den jeweiligen X-Trans Sensor Generationen
|                           | X-Trans I | X-Trans II | X-Trans II | X-Trans III | X-Trans IV | X-Trans IV | X-Trans V    |
| ------------------------- | --------- | ---------- | ---------- | ----------- | ---------- | ---------- | ------------ |
| Wechselobjektive          | X-Pro1    |            |            | X-Pro2      | X-Pro3     | X-Pro3     |              |
| Wechselobjektive          |           | X-T1       | X-T1       | X-T2        | X-T3       | X-T4       | X-T5         |
| Wechselobjektive          |           | X-T10      | X-T10      | X-T20       | X-T30      | X-T30      | X-T50        |
| Wechselobjektive          | X-E1      | X-E2       | X-E2S      | X-E3        | X-E4       | X-E4       | X-E5         |
| Wechselobjektive          | X-M1      |            |            |             | X-M5       | X-M5       |              |
| Wechselobjektive          |           |            |            | X-H1        |            |            | X-H2 (X-H2s) |
| Wechselobjektive          |           |            |            |             | X-S10      | X-S20      |              |
| Eingebaute Festbrennweite | X100      | X100S      | X100T      | X100F       | X100V      | X100V      | X100VI       |
| Eingebaute Festbrennweite | X70       |            |            |             |            |            |              |
| Eingebautes Zoomobjektiv  |           | X20        | X30        |             |            |            |              |
| Eingebautes Zoomobjektiv  |           | XQ1        | XQ2        |             |            |            |              |